# Donald et les Grands Espaces
Pour plus de détails, voir Fiche technique et Distribution.
Donald et les grands espaces (Wide Open Spaces) est un dessin animé de la série des Donald produit par Walt Disney pour RKO Radio Pictures, sorti le 12 septembre 1947.

## Synopsis
Épuisé par le chemin qu'il vient de parcourir en voiture, Donald arrive en pleine nuit dans un motel mais le tarif exigé pour le service minimum est si exorbitant qu'il part installer sa tente en pleine forêt.

## Fiche technique
- Titre original : Wide Open Spaces
- Titre français : Donald et les grands espaces[1]
- Série : Donald Duck
- Réalisateur : Jack King
- Scénario : MacDonald MacPherson et Jack Huber
- Animateur: Paul Allen, Emery Hawkins, Sandy Strother et Don Towsley
- Background : Howard Dunn
- Layout : Don Griffith
- Musique: Oliver Wallace
- Voix : Clarence Nash (Donald) et Billy Bletcher (voix du propriétaire du motel)
- Producteur : Walt Disney
- Société de production : Walt Disney Productions
- Distributeur : RKO Radio Pictures
- Pays de production :  États-Unis
- Langue : anglais
- Format : couleur (Technicolor) – 35 mm – 1,37:1 – mono (RCA Photophone)
- Durée : 7 minutes
- Date de sortie : 
  - États-Unis :12 septembre 1947 [2]

## Titre en différentes langues
D'après IMDb :
- Suède : Kalle Anka söker nattkvarter